# Sorveglianza speciale
La sorveglianza speciale di pubblica sicurezza è una misura di prevenzione regolata dal decreto legislativo 6 settembre 2011, n. 159 e successive modifiche. Sia in Italia che in Europa si è più volte discusso della sua legittimità costituzionale e della conformità ai principi contenuti nella Convenzione europea per la salvaguardia dei diritti dell'uomo e delle libertà fondamentali o CEDU, in quanto può essere applicata anche solo sulla base di indizi e senza nessuna prova di commissione di illeciti.

## Soggetti destinatari
Si applica ai soggetti già colpiti da avviso orale i quali però non hanno accolto l'invito da parte del questore a cambiare la propria condotta e il proprio stile di vita. Alla sorveglianza speciale possono essere aggiunte anche altre misure di prevenzione quali l'obbligo o il divieto di soggiorno. La sorveglianza speciale è accompagnata da una serie di prescrizioni che devono essere seguite al fine di dimostrare il cambiamento di stile di vita.

## Procedimento per la sua applicazione
A questo tipo di misura possono essere sottoposti soggetti che siano già stati condannati con una sentenza definitiva, ma questo non è un presupposto necessario alla sua applicazione.
È infatti previsto che il questore, nella cui provincia la persona dimora, provveda ad avvisare oralmente la stessa che esistono sospetti a suo carico (senza necessità di indicare quali), indicando i motivi che li giustificano.
In seguito il questore invita la persona a tenere una condotta conforme alla legge.
Trascorsi almeno sessanta giorni e non più di tre anni dalla notifica dell'avviso orale, il questore può avanzare proposta motivata per l'applicazione delle misure di prevenzione al presidente del tribunale, avente sede nel capoluogo di provincia, se la persona, nonostante l'avviso, non ha cambiato condotta ed è ritenuta ancora pericolosa per la sicurezza pubblica.
A quel punto, ma anche senza previo avviso orale e sulla semplice richiesta dell'autorità di Pubblica Sicurezza, il tribunale può disporre l'applicazione di questa misura nei confronti di un soggetto che dimostri di non avere intenzione di cambiare la propria condotta o stile di vita.
Se l'autorità di pubblica sicurezza, dunque, ritiene che un soggetto svolga una vita basata su proventi di reati, oppure è considerato ozioso e vagabondo, allora il tribunale anzitutto prescrive a costui di darsi, entro un congruo termine, alla ricerca di un lavoro, di fissare la propria dimora, di farla conoscere nel termine stesso all'autorità di pubblica sicurezza e di non allontanarsene senza preventivo avviso all'autorità medesima ed, in ogni caso, gli prescrive di vivere onestamente, di  rispettare le leggi, di non dare ragione di sospetti e di non allontanarsi dal comune di dimora (o da parte di esso) senza preventivo avviso all'autorità locale di pubblica sicurezza. L'applicazione di questa misura comporta la revoca del passaporto e della patente di guida per tutta la sua durata (alla fine occorre richiedere una autorizzazione per rifare gli esami di guida) e l'impossibilità di ottenere qualsiasi licenza di qualsiasi tipo od esercitare qualsiasi attività economica, essendo autorizzato solo il lavoro dipendente in ditte ove i titolari non siano pregiudicati o non siano presenti altri pregiudicati oppure lavori autonomi che non prevedano l'iscrizione ad albi professionali.  
Il tribunale prescrive inoltre di non associarsi abitualmente alle persone che hanno subito condanne e sono sottoposte a misure di prevenzione o di sicurezza, di non rincasare la sera più tardi di una certa ora e di non uscire la mattina più presto di un'altra data ora e senza comprovata necessità e, comunque, senza averne data tempestiva notizia all'autorità locale di pubblica sicurezza, oltre a non detenere e non portare armi, binocoli e visori notturni, di non trattenersi abitualmente nelle osterie, nelle bettole o in luoghi ove si eserciti la prostituzione e di non partecipare a pubbliche riunioni di qualsiasi tipo. 
Tali norme sono state spesso criticate come violazione dei diritti politici, di manifestazione e di associazione garantiti dalla Costituzione a tutti i cittadini.

## Obbligo o divieto di soggiorno e durata
Alla sorveglianza speciale può essere aggiunto, ove le circostanze del caso lo richiedano, il divieto di soggiorno in uno o più comuni, diversi da quelli di residenza o di dimora abituale o in una o più Province.
Nei casi in cui le altre misure di prevenzione non siano ritenute idonee alla tutela della sicurezza pubblica può essere imposto l'obbligo di soggiorno nel comune di residenza o di dimora abituale, comunque per un massimo di dieci anni (rinnovabili).
La sorveglianza speciale può durare da uno a cinque anni (dieci anni se con obbligo di dimora), ma può essere revocata in ogni momento ovvero rinnovata dal tribunale che l'ha disposta.
Se l'imputato è detenuto o viene incarcerato nel frattempo, si sospende per il periodo di carcerazione, ma il periodo riprende a correre dalla scarcerazione.
Qualora sia applicata la misura dell'obbligo di soggiorno nel comune di residenza o di dimora abituale o del divieto di soggiorno, può essere inoltre prescritto:
- di non andare lontano dall'abitazione scelta senza preventivo avviso all'autorità preposta alla sorveglianza;
- di presentarsi all'autorità di pubblica sicurezza preposta alla sorveglianza nei giorni indicati ed a ogni chiamata di essa.

## Ragioni della sua applicazione
La sorveglianza speciale consiste nell'obbligo di evitare che determinati soggetti, sospettati di avere contatti con la criminalità organizzata o, comunque, di essere frequentatori abituali di persone o ambienti dove si è soliti delinquere, abbiano contatti con altri pregiudicati oppure frequentino tali locali, nella presunzione che tale situazione possa ledere all'ordine pubblico (ma la presunzione di efficacia di tali misure si è dimostrata negli anni totalmente infondata).
Tale misura risale evidentemente ad una concezione autoritaria dello Stato prevista dal codice Rocco del 1931, ma tale misura è stata più volte riconfermata ed anzi estesa (l'ultima volta nel 2001) con appesantimento delle pene per le violazioni ed è a tutt'oggi ampiamente utilizzata.
Al fine di tale salvaguardia superiore e nell'interesse della collettività, la Pubblica Autorità impone a tali soggetti determinate limitazioni alla libertà personale, che devono sempre essere motivate da provvedimenti giudiziari di efficacia  immediata, anche se impugnabili in più gradi di giudizio (senza sospensione dell'efficacia).
Qualora il tribunale disponga l'applicazione di tale misura di prevenzione, nel provvedimento devono essere indicate le prescrizioni che la persona sottoposta a tale misura deve osservare.

## Contenzioso giurisdizionale
La sentenza della Corte EDU 6 novembre 1980, Guzzardi contro Italia, stabilì che l’applicazione della misura della sorveglianza speciale con ordine di soggiorno all’isola dell’Asinara si era risolta – in ragione della particolare ristrettezza dello spazio cui il ricorrente era confinato, nonché della situazione di sostanziale isolamento personale in cui egli era costretto a vivere – in una vera e propria privazione della sua libertà personale, ai sensi dell’art. 5 CEDU; del resto, una privazione di libertà disposta avrebbe dovuto essere necessariamente funzionale a un successivo giudizio penale, celebrato davanti all’autorità giudiziaria, per uno specifico reato del quale il soggetto venisse accusato: funzionalità che, evidentemente, non sussiste rispetto alle misure di prevenzione, la cui applicazione prescinde dalla necessità di formulazione di un’accusa penale.
La Corte costituzionale italiana, con la sentenza n. 177 del 1980, giunse al medesimo approdo dichiarando incompatibile con il principio di legalità le misure di prevenzione personali quando applicate a coloro che «per le manifestazioni cui abbiano dato luogo, diano fondato motivo di ritenere che siano proclivi a delinquere», in ragione dell’intollerabile indeterminatezza di tale formula normativa, ritenuta tale da «offr[ire] agli operatori uno spazio di incontrollabile discrezionalità».
La risposta del legislatore italiano giunse con la legge 3 agosto 1988, n. 327, che, da un lato, eliminò la possibilità per il tribunale di ordinare l’obbligo di soggiorno in un Comune diverso da quello di residenza, e, dall’altro, eliminò dal novero dei destinatari delle misure in questione i «vagabondi» e gli «oziosi»: vi si precisò che la riconduzione del soggetto alle categorie descritte dalla legge dovesse effettuarsi da parte del tribunale sulla base di «elementi di fatto» (e non già, dunque, sulla base di semplici voci o sospetti).